# Pierre Vigier
Pour les articles homonymes, voir Vigier.

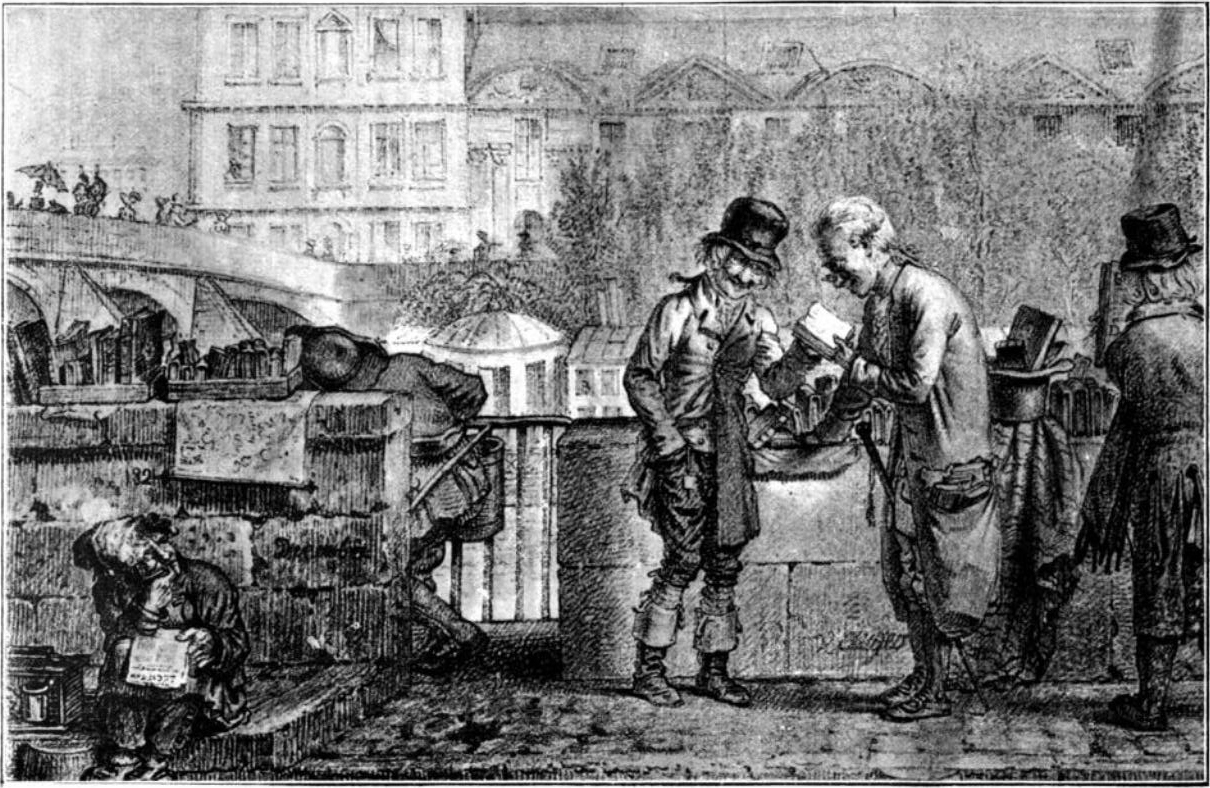
Gravure de Jean Henry Marlet d'après Adrien Victor Auger, Bouquinistes quai Voltaire, où on voit une partie des Bains Vigier, sur l'autre rive.

Pierre Vigier, né en 1760 et mort le 19 septembre 1817, à Savigny-sur-Orge, est un magistrat français.

## Historique
Vigier fut procureur au Parlement, puis baigneur-étuviste, créateur des Bains Vigier installés sur la Seine près du Pont Royal, propriétaire de l'immeuble en fond de cour du n° 25, quai Voltaire à Paris.

Propriétaire du château de Grand-Vaux à Savigny-sur-Orge.

Sa femme aurait été représentée jouant de la harpe par Joseph-Denis Odevaere.

Son fils, Achille Vigier (1801-1868), fut maire de Savigny-sur-Orge, et était le gendre de Louis-Nicolas Davout.